# スタンリー・コンスエグラ
スタンリー・コンスエグラ（Stanley Consuegra、2000年9月24日 - ）は、ドミニカ共和国・サントドミンゴ出身のプロ野球選手（外野手・育成選手）。右投右打。阪神タイガース所属。

## 経歴

### プロ入りとメッツ傘下時代
2017年7月にアマチュア・フリーエージェントでニューヨーク・メッツとマイナー契約を交わしプロ入りを果たした。当初は遊撃手であった。
2018年に傘下ルーキー級ドミニカン・サマーリーグ・メッツ2でデビューし、同月中にガルフ・コーストリーグ・メッツ（現フロリダ・コンプレックスリーグ・メッツ）に移籍。合計64試合に出場して、打率.212、4本塁打、39打点、9盗塁を記録した。
2019年は前十字靭帯再建術を受け、シーズンを全休した。
2020年はCOVID-19による影響のためマイナーリーグの試合が開催されなかった。
2021年は手首を骨折し20試合の出場に留まった。
2022年にA-級セントルーシー・メッツに初昇格。打率.251、8本塁打、32打点の好成績を残し、7月にA+級ブルックリン・サイクロンズに昇格。移籍後は打率.239、5本塁打、27打点を記録した。
2023年は主にA+級ブルックリンでプレーし、フランシスコ・アルバレスの球団最多本塁打記録を塗り替える23本塁打、ロニー・マウリシオの球団最多打点記録に並ぶ63打点、球団最多長打記録を更新する42長打を記録するなど、華々しい活躍を見せた。
2024年はA+級ブルックリンの通算安打数を更新する186安打を記録し、AA級ビンガムトン・ランブルポニーズに昇格した。しかし、打率.201とコンタクトに苦しみ、11月4日にFAとなった。

### 阪神時代
2025年1月7日、NPBの阪神タイガースと推定年俸300万円で育成契約を結んだことが発表された。背番号は134。

## 詳細情報

### 背番号
- 134（2025年[6] - ）